# Csíkoshátú trupiál
A csíkoshátú trupiál (Icterus pustulatus) a madarak osztályának verébalakúak (Passeriformes) rendjébe, azon belül a csirögefélék (Icteridae) családjába tartozó faj.
Magyar neve forrással nincs megerősítve.

## Rendszerezése
A fajt Johann Georg Wagler német ornitológus írta le 1829-ben, a Psarocolius nembe Psarocolius pustulatus néven, innen helyezték jelenlegi helyére.

## Alfajai
- Icterus pustulatus alticola W. Miller & Griscom, 1925
- Icterus pustulatus dickermani A. R. Phillips, 1995
- Icterus pustulatus graysonii Cassin, 1867
- Icterus pustulatus interior A. R. Phillips, 1995
- Icterus pustulatus maximus Griscom, 1930
- Icterus pustulatus microstictus Griscom, 1934
- Icterus pustulatus pustulatus (Wagler, 1829)
- Icterus pustulatus pustuloides Van Rossem, 1927
- Icterus pustulatus sclateri Cassin, 1867
- Icterus pustulatus yaegeri A. R. Phillips, 1995[2]

## Előfordulása
Az Amerikai Egyesült Államok, Mexikó, Costa Rica, Guatemala, Honduras, Nicaragua és Salvador területén honos. Természetes élőhelyei a szubtrópusi és trópusi síkvidéki és hegyi esőerdők, valamint lombhullató erdők, szavannák és cserjések. Állandó, nem vonuló faj.

## Megjelenése
Testhossza 19-21 centiméter, átlagos testtömege a hímé 43,1 gramm, a tojóé 34,6 gramm.

## Életmódja
Ízeltlábúakkal, gyümölcsökkel és nektárral táplálkozik.

## Természetvédelmi helyzete
Az elterjedési területe rendkívül nagy, egyedszáma pedig stabil. A Természetvédelmi Világszövetség Vörös listáján nem fenyegetett fajként szerepel.